# NGC 5011
NGC 5011 је елиптична галаксија у сазвежђу Кентаур која се налази на NGC листи објеката дубоког неба.
Деклинација објекта је - 43° 5' 48" а ректасцензија 13h 12m 51,6s. Привидна величина (магнитуда) објекта NGC 5011 износи 11,3 а фотографска магнитуда 12,3. Налази се на удаљености од 41,100 милиона парсека од Сунца. NGC 5011 је још познат и под ознакама ESO 269-65, MCG -7-27-42, DCL 528, PGC 45898.